# Ferry Sikla
Ferry Sikla, nato Ferry Sykla (Amburgo, 11 marzo 1865 – Dresda, 8 febbraio 1932), è stato un attore e regista tedesco.
Lavorò anche con il nome Ferry Silka

## Filmografia
- Die falsche Zaza
- Pension Lampel, regia di Max Mack (1915)
- Suzannens Tugend , regia di Hubert Moest (1916)
- Eine Walzernacht
- Das Mädel von nebenan
- Ballzauber, regia di Danny Kaden (1917)
- Veilchen Nr. 4
- Lo chauffeur nero (Der schwarze Chauffeur), regia di Joe May (1917)
- Die gute Partie
- Die Narbe am Knie
- Il cavaliere del toboga (Der Rodelkavalier), regia di Ernst Lubitsch (1918)
- Der Fall Rosentopf, regia di Ernst Lubitsch (1918)
- Veritas vincit, regia di Joe May (1919)
- Der blasse Albert
- Alkohol
- Der Graf von Cagliostro, regia di Reinhold Schünzel (1920)
- Ossy e i suoi cani (Hundemamachen), regia di Rudolf Biebrach (1920)
- Die Frau ohne Seele
- Moral, regia di Eugen Illés (1920)
- Whitechapel, regia di Ewald André Dupont (1920)
- Das Mädchen aus der Ackerstraße - 2. Teil
- Berlin W.
- So ein Mädel, regia di Urban Gad (1920)
- Der Riesenschmuggel
- Alarmtopf
- Schieber
- Das Mädchen aus der Ackerstraße - 3. Teil
- Nachtbesuch in der Northernbank
- Kaschemmenadel
- Das neue Paradies
- Il paradiso nella neve (Das Paradies im Schnee), regia di Georg Jacoby (1923)
- Komödianten, regia di Karl Grune (1925)
- Die Firma heiratet, regia di Carl Wilhelm (1931)